# Subsaltusaphis rossneri
Subsaltusaphis rossneri är en insektsart som först beskrevs av Carl Julius Bernhard Börner 1940. Enligt Catalogue of Life ingår Subsaltusaphis rossneri i släktet Subsaltusaphis och familjen långrörsbladlöss, men enligt Dyntaxa är tillhörigheten istället släktet Subsaltusaphis och familjen borstbladlöss. Arten är reproducerande i Sverige. Inga underarter finns listade i Catalogue of Life.